# Страмбинело
Страмбинѐло (на италиански: Strambinello; на пиемонтски: Strambinel, Страмбинел) е село и община в Метрополен град Торино, регион Пиемонт, Северна Италия. Разположено е на 356 m надморска височина. Към 1 януари 2020 г. населението на общината е 270 души, от които 8 чужди граждани.